# یوهان تورام اولین
یوهان تورام اولین (فرانسوی: Yohann Thuram-Ulien‎؛ زادهٔ ۳۱ اکتبر ۱۹۸۸) بازیکن فوتبال اهل فرانسه است.
از باشگاه‌هایی که در آن بازی کرده‌است می‌توان به باشگاه فوتبال چارلتون اتلتیک، آ.اس موناکو، باشگاه فوتبال تروا، و باشگاه فوتبال استاندارد لیژ اشاره کرد.
وی همچنین در تیم‌های ملی فوتبال زیر ۲۰ سال فرانسه، زیر ۲۱ سال فرانسه، France national under-21 futsal team، و تیم ملی فوتبال گوادلوپ بازی کرده‌است.